# مسجد امیرچقماق
مسجد امیر چقماق که در تاریخ‌های یزد به نام مسجد جامع نو یا مسجد دهوک نیز خوانده شده‌است در دوره تیموری به همت امیرجلال‌الدین چقماق شامی حاکم یزد از امراء و سرداران و مقرب درگاه شاهرخ و همسرش ستی فاطمه خاتون احداث شده‌است. ساخت این مسجد در سال ۸۴۱ هـ. ق به پایان رسید. مسجد امیرچخماق از حیث زیبایی، وسعت، اهمیت و اعتبار بعد از مسجد جامع یزد قرار دارد.
این اثر در تاریخ ۱۵ آذر ۱۳۱۴ با شمارهٔ ثبت ۲۴۷ به‌عنوان یکی از آثار ملی ایران به ثبت رسیده‌است.
این مسجد در ضلع جنوبی میدان امیرچخماق قرار دارد و در کریاس (ساختمان جلوی در ورودی) مسجد که به میدان باز می‌شود، سنگی نصب گردیده که بر آن متن وقفنامه‌ای به خط نسخ نقر شده‌است.
در طرف راهروی شمالی که از در کریاس به صحن وارد می‌شود، شبکه‌هایی ظریف از کاشی‌های معرق در پنجره‌ها نصب شده‌اند. قسمتی از سردر صفحه ایوان کاشیکاری معرق شده‌است و جرزهای آن آجری رنگ می‌باشد. دور خارجی گنبد و بر کمربند آن عبارت «السلطان ظل الله…» به کوفی بنایی تکرار شده‌است.
محراب صحنه اصلی از کاشی معرق است با ساختمانی مقرنس کاری که در وسط آن سنگ مرمر بسیار خوشتراشی به اندازه ۱/۱۵ * ۳/۳۸ متر نصب شده‌است و در وسط مقرنس کاری یک گل مربع به اندازه ۵۴ * ۹۵ سانتیمتر نصب است و در دست چپ آن، یک سنگ مرمر به اندازه ۲۸ * ۳۰ سانتیمتر نصب شده‌است. سر در شرقی مسجد دارای کتیبه‌هایی از کاشی معرق به خط ثلث محمد الحکیم است.
گنبد مسجد خمیده و ترکدار است با کاشی سبز رنگ کاشی شده و پیرامون آن نیز کتیبه‌ای به خط کوفی قرار دارد.
در زمان فتحعلی شاه قاجار حاجی حسین عطار قسمتی بر شبستان مسجد افزود و قسمت‌هایی از مسجد را نیز تعمیر نموده‌است.